# V822 Геркулеса
V822 Геркулеса (лат. V822 Herculis), HD 174853 — кратная звезда в созвездии Геркулеса на расстоянии приблизительно 880 световых лет (около 270 парсек) от Солнца. Возраст звезды определён как около 160 млн лет*.
Пара первого и второго компонентов — двойная затменная переменная звезда типа Беты Лиры (EB). Видимая звёздная величина звезды — от +6,3m до +6,12m. Орбитальный период — около 1,3911 суток.
Открыта Дугласом Хьюбом в 1970 году**.

## Характеристики
Первый компонент (WDS J18520+1358Aa) — бело-голубая звезда спектрального класса B9, или B8Vnn, или B8V. Масса — около 3,28 солнечной, радиус — около 2,77 солнечного, светимость — около 196,336 солнечной. Эффективная температура — около 12217 K.
Второй компонент (WDS J18520+1358Ab) — бело-голубая звезда спектрального класса B8Vnn. Масса — около 3,28 солнечной, радиус — около 2,63 солнечного, светимость — около 174,181 солнечной. Эффективная температура — около 12942 K.
Третий компонент — красный карлик спектрального класса M. Масса — около 221,76 юпитерианской (0,2117 солнечной). Удалён в среднем на 2,631 а.е..
Четвёртый компонент (WDS J18520+1358B). Видимая звёздная величина звезды — +8,6m. Удалён на 0,1 угловой секунды.